# Hawa Abdallah Mohammed Salih
Hawa Abdallah Mohammed Salih est une militante soudanaise. Elle milite  pour les droits de l'homme, ceux des femmes et des enfants, mais aussi pour les réfugiés. Elle obtient, en 2012, le prix international Femme de courage.

## Biographie
Hawa Abdallah Mohammed Salih est née vers 1984 à Tina, un village du Darfour du Nord au Soudan. Elle est l'aînée de huit frères et sœurs. Lors de la guerre du Darfour, ce village est détruit et brûlé, à l'occasion de combats entre rebelles et soldats des forces gouvernementales soudanaises. Selon Salih, de nombreuses femmes seront également violées à cette occasion.
Elle travaille alors avec l'Organisation des Nations unies et une ONG américaine (International Rescue Committee) au camp des personnes déplacées d'Abu Shouk, en aidant les femmes pour leurs besoins psychologiques ou de santé. Elle continue une formation à l'université d'El Fasher.
Pour son action, elle est arrêtée à trois reprises, kidnappée deux fois par la sécurité nationale, emprisonnée, notamment en 2011, pour une durée de deux mois, torturée et violée à la prison d'état de Khartoum.
Elle doit alors fuir le Soudan et se réfugie dans la région, puis aux États-Unis, où elle demande l'asile en 2013.
En 2012, elle obtient le prix international Femme de courage pour sa défense des droits de l'homme au Darfour, mais aussi ceux des femmes et des enfants,.

## Sources
- (en) Cet article est partiellement ou en totalité issu de l’article de Wikipédia en anglais intitulé « Hawa Abdallah Mohammed Salih » (voir la liste des auteurs).